# Vadi Bani Halid
Vādī Banī Hālid (arabsko وِلَايَة وَادِي بَنِي خَالِد) je vilajet (provinca) v severnem governoratu vzhodne regije Omana. Provinca, ki leži približno 203 km od Maskata in 120 km od Sura, ima vadi, ki služi kot destinacija za turiste, to je Vādī Banī Hālid.

## Vadi
Vadi Bani Halid je eden najbolj znanih vadijev v sultanatu Oman. Njegov potok ohranja stalen pretok vode skozi vse leto. Vzdolž toka so raztreseni veliki vodni bazeni in balvani. Kot geografsko območje pokriva velik del nižavja in gorovja Hadžar.
Kuhūf tvori nekatere značilnosti tega vadija. Med njimi je Kahf Makal (كَهْف مَقَل), ki je bil opisan kot »podzemna dvorana« sultanata Oman ali aktar (أَكْثَر, »najboljši«) zunaj 4000 jam. Afladž (podzemni kanali) ali Ujūn so pogosti tudi v tem vadiju, vključno z Ain ḥamūdah (عَيْن حَمُوْوْوة), Ain aṣ-ṣārūj (عَيْن ٱلصَّارُوْج) in Ain Davah (عَيْن دَوَّه).

## Vasi in mesta
Vas Badaʿ (بضعه) je znana postaja za turiste v dolini. Bidija je približno 40 km po cesti.

## Zgodovina
Najzgodnejši prebivalci območja Vadi Bani Halid so bila beduinska plemena, katerih tradicionalni življenjski slog se je razlikoval od nomadskega.
Od takrat naprej je vadi turistična atrakcija zaradi čudovite puščavske pokrajine in globokih turkiznih naravnih izvirov.